# Sông Ia Khe
Sông (suối) Ia Khe, còn viết là Ia Khé, là phụ lưu bờ phải sông Ia Ayun trong hệ thống sông Ba. Sông Ia Khe chảy ở các huyện Chư Sê và Phú Thiện tỉnh Gia Lai, Việt Nam .

## Dòng chảy
Sông Ia Pết bắt nguồn từ vùng đất thị trấn Nhơn Hòa, huyện Chư Pưh. Qua huyện Phú Thiện tới xã Chư A Thai thì sông đổ vào sông Ia Ayun .

## Chỉ dẫn
1. ↑  Trong tiếng các dân tộc thuộc nhóm ngôn ngữ Môn-Khmer ở Tây Nguyên và trong tiếng Việt cổ (trước thế kỷ 16, xem Chữ Nôm) thì đăk đã có nghĩa là nước, sông, suối, còn krông nghĩa là sông. Trong tiếng một số dân tộc Tây Nguyên khác thì ea và ia có nghĩa là nước, sông, suối.